# Korets
Korets (tiếng Ukraina: Корець) là một thành phố của Ukraina. Thành phố này thuộc tỉnh Rivne. Thành phố này có diện tích ? km², dân số theo điều tra dân số năm 2024 là 7.000 người.